# Llanocetus
Llanocetus é um cetáceo fóssil descoberto na ilha de Seymour, Península Antártica, por Mitchell em 1989. É a única espécie da família Llanocetidae. McKenna e Bell (1997) e Uhen (2000-2006) a posicionam na subordem Mysticeti. Foi descrito através de um fragmento de mandíbula datado do Eoceno Superior ou Oligoceno Inferior, e, é o misticeto mais antigo já encontrado.